# Dunlop Sports
Pour les articles homonymes, voir Dunlop (homonymie).
Dunlop Sports était un club omnisports parisien comprenant notamment une section de football féminin fondée le 25 février 1921. Ce club corporatif fut mis en place par des employées du manufacturier de pneumatiques. Malgré son caractère corpo, l'équipe de football féminin participe au championnat de France de la FSFSF de 1920 à 1932.
Après l'arrêt du championnat de France de la FSFSF, la Ligue de Paris reprend l'organisation d'une compétition de football féminin. Les Sportives sont sacrées championnes de Paris en 1935. Ce championnat de Paris étant la seule compétition de football féminin organisée en France entre 1933 et 1937, le champion de Paris fait office de champion de France.

## Palmarès
- Champion de Paris : 1935

## Sources
- Laurence Prudhomme-Poncet, Histoire du football féminin au XXe siècle, Paris, Ed. L'Harmattan, juin 2003,  (ISBN 2-7475-4730-2)